# Cimera (motocicleta)
Cimera fou una marca valenciana d'escúters, fabricats entre 1952 i 1955 a Algemesí, Ribera Alta (d'altres fonts esmenten València com a seu de l'empresa). La marca era propietat de José Bolinches, emprenedor xativí que fabricà també tricicles de càrrega sota la marca Boli (apareguts el 1952).
Els escúters Cimera duien un motor de quatre temps de 250 cc, embragatge automàtic i canvi de dues velocitats (una de normal i l'altra per a pujades fortes o circumstàncies especials). N'hi havia dues versions: Turismo i Rural, aquesta darrera equipada amb ganxo per a remolc i dispositius per a feines agrícoles que li permetien de fer girar eines de conreu com ara ventadores, molins i fumigadores. A causa de la dificultat per a obtenir llicències de fabricació, el preu final de l'escúter resultava elevat per a l'època, ja que pujava a les 20.500 pts.

## Microcotxes
Cimera tragué també al mercat un petit microcotxe de tres rodes després d'haver intentat debades que fos de quatre (no obtingué el permís administratiu del règim). Aquell primer prototipus, un spider matriculat el 1954, va donar pas a un altre prototipus descapotable, proveït d'una carrosseria de plàstic elaborada per l'empresa valenciana Plásticos Samoes.
A aquests dos exemplars en varen seguir uns altres en què es pot apreciar la capacitat tècnica i estilística de Bolinches, que també en va construir versions tipus furgoneta. El seu darrer disseny de microcotxe destacava pel frontal inspirat en les línies de les berlinettas Pegaso.